# Абд ар-Раззак ас-Санани
Абу Бакр Абд ар-Разза́к ибн Хаммам ас-Сан’а́ни (араб. عبد الرزاق الصنعاني‎; 744—826) — йеменский хадисовед и комментатор Корана.

## Биография
Его полное имя: Абу Бакр Абд ар-Раззак ибн Хаммам ибн Нафи’ аль-Ямани аль-Химьяри ас-Сан’ани (араб. أبو بكر عبد الرزاق بن همام بن نافع الحميري الصنعاني‎).
Абд ар-Раззак родился в 126 году хиджры (744 год). Путешествовал в поисках знаний по Хиджазу, Леванту и Ираку. Обучался у Ма’мара ибн Рашида, Ибн Джурайджа, аль-Аузаи, Суфьяна ас-Саури, Малика ибн Анаса и других. От него передавали хадисы: его шейх Суфьян ибн Уяйна, Абу Усама, Ахмад ибн Ханбаль, Исхак ибн Рахавейх, Яхъя ибн Маин, Али ибн аль-Мадини и многие другие. Он является автором Мусаннафа и толкования к Корану.
Насчёт достоверности хадисов Абд ар-Раззака существовали разногласия среди мухаддисов: Абу Джафар аль-Акили в своей книге «ад-Ду’афа» приводит мнение о том, что он был «лжецом» (каззаб). Такие же слова передаются от Зейда ибн аль-Мубарака. 
Но известно, что Ахмад ибн Ханбаль, Яхъя ибн Маин и Али ибн аль-Мадини с похвалой отзывались об Абд ар-Раззаке. Яхъя ибн Маин говорил: «Мы не оставили бы хадисы Абд ар-Раззака, даже если бы он отступился от ислама». «Богоугодным шейхом» называл Абд ар-Раззака Ибн Араби
Абд ар-Раззак скончался в месяце Шавваль 211 года хиджры (826 год).